# (316) Goberta
(316) Goberta est un astéroïde de la ceinture principale découvert par Auguste Charlois le 8 septembre 1891 à Nice.